# 伊恩·辛普森·斯图尔特
伊恩·辛普森·斯图尔特（英語：Iain Simpson Stewart，1964年—）是一位英国地质学家，曾任皇家蘇格蘭地理學會会长，爱丁堡皇家学会会士和伦敦地质学会会员。